# Оценочная деятельность
Оценочная деятельность — профессиональная деятельность по установлению стоимости материальных и нематериальных объектов, с учётом прав на них и интересов в отношении них субъектов гражданских прав. В Российской Федерации в зависимости от цели проводимой оценки различают следующие виды стоимости: рыночная, инвестиционная, ликвидационная и кадастровая.

## Организация оценочной деятельности
Оценочной деятельностью занимаются профессиональные оценщики — физические, являющиеся членами одной из саморегулируемых организаций оценщиков и застраховавшие свою ответственность в соответствии с федеральным законодательством об оценочной деятельности. При осуществлении оценочной деятельности используются специальные правила и методики.
К деятельности профессиональных оценщиков в Российской Федерации предъявляют следующие требования. Оценщик — физическое лицо должен соответствовать одной или нескольким установленным квалификационным характеристикам. Юридическое лицо, оказывающее услуги по оценочной деятельности должно иметь в штате не менее двух лиц-оценщиков. Оценщики в обязательном порядке страхуют свою профессиональную ответственность.
В Российской Федерации до 01 июля 2006 года оценочная деятельность относилась к лицензируемым видам деятельности. Лицензии на проведение оценочной деятельности выдавались физическим (индивидуальные предприниматели) и юридическим лицам. Лицензирование оценочной деятельности прекращено в соответствии с Федеральным законом от 31 декабря 2005 г. N 200-ФЗ, которым были внесены изменения в ст. 18 Федерального закона от 8 августа 2001 г. N 128-ФЗ "О лицензировании отдельных видов деятельности".
Оценочная деятельность регулируется государством, а также в значительной степени саморегулируемыми организациями. Национальный совет по оценочной деятельности, созданный в Российской Федерации в соответствии с Федеральным законом от 29 июля 1998 года № 135-ФЗ «Об оценочной деятельности в Российской Федерации» выполняет следующие функции:
- Формирование единых подходов к осуществлению оценочной деятельности
- Координация деятельности оценщиков
- Разработка федеральных стандартов и правил оценки

## Методы оценочной деятельности
В оценочной деятельности применяются единые методы и процедуры, выработанные международными и национальными оценочными организациями.
Методология оценочной деятельности едина и основана на выработанных теорией и мировой практикой методах оценки материальных и нематериальных объектов. Методом оценки является последовательность процедур, позволяющая на основе существенной для данного метода информации определить стоимость объекта оценки в рамках одного из подходов к оценке.
Существует несколько подходов к оценке объектов:
1. Доходный подход, объединяющий совокупность методов оценки стоимости объекта оценки, основанных на определении ожидаемых доходов от использования объекта оценки.
2. Затратный подход основан на определении затрат, необходимых для воспроизводства, либо замещения объекта оценки с учётом износа и устаревания. Затратами на воспроизводство объекта оценки являются затраты, необходимые для создания точной копии объекта оценки с использованием применявшихся при его создании материалов и технологий. Затратами на замещение объекта оценки являются затраты, необходимые для создания аналогичного объекта с использованием материалов и технологий, применяющихся на дату оценки.
3. Сравнительный подход, представляющий собой совокупность методов оценки стоимости объекта, основанных на сравнении оцениваемого объекта с аналогичными объектами, в отношении которых имеется информация о ценах. Аналогом оцениваемого объекта признаётся объект, сходный объекту оценки по основным экономическим, материальным, техническим и другим характеристикам, определяющим его стоимость.